# Gamma Sagittae
Gamma Sagittae (γ Sge) – najjaśniejsza gwiazda w gwiazdozbiorze Strzały. Jest odległa od Słońca o około 258 lat świetlnych.

## Charakterystyka
Jest to czerwony olbrzym należący do typu widmowego M0, choć był zaklasyfikowany nawet do typu K5. Jego temperatura to około 4000 K, niższa od temperatury fotosfery Słońca. Jest on 640 razy jaśniejszy i ma promień (zmierzony dzięki interferometrii) równy około 55 promieni Słońca. Ma masę 2,5 razy większą niż masa Słońca, powstała około 750 milionów lat temu, początkowo będąc białą gwiazdą typu B9. Jej jądro tworzy obecnie węgiel i tlen, ustały w nim reakcje termojądrowe; trwają one w helowej i wodorowej otoczce jądra. Obecnie wykazuje pewną zmienność, a w przyszłości stanie się mirydą, po czym zakończy życie jako biały karzeł.